# فلوریانو پیکسوتو (هنرپیشه)
فلوریانو پیکسوتو (انگلیسی: Floriano Peixoto) یک هنرپیشه مرد اهل برزیل است که در سال 1959 میلادی به دنیا آمد و تاکنون در فیلم های گوناگونی به ایفای نقش پرداخته است.